# Stéphane Bruey
Stéphane Bruey était un ancien footballeur professionnel français d'origine polonaise, né le 11 décembre 1932 à Paris et mort le 30 août 2005 à Belley (Ain). Il évoluait au poste d'attaquant. 
Stéphane Bruey a été sélectionné quatre fois en équipe de France et a notamment participé à la Coupe du monde 1958 en Suède où les Bleus terminèrent troisième. Il a disputé 423 matchs en Division 1 et a inscrit 139 buts dans ce championnat.

## Décoration
- Médaille d'honneur de la jeunesse et des sports (1958)[1]

## Carrière

### En club
- 1952-1955 : Racing club de Paris
- 1955-1957 : AS Monaco
- 1957-1964 : SCO Angers
- 1964-1966 : Olympique lyonnais

### En équipe nationale
Il a eu quatre capes avec en l'équipe de France et a marqué un but. Sa première sélection fut le 27 octobre 1957 contre l'équipe de Belgique, sa dernière le 5 mai 1962 contre l'Italie.

## Palmarès
- Troisième de la Coupe du monde 1958 avec la France